# Khargachelys caironensis
Khargachelys caironensis  — викопний вид бокошийних черепах вимерлої родини Bothremydidae, що існував у Північній Африці наприкінці крейди (80-72 млн років тому). Описаний у 2023 році.

## Рештки
Фрагменти панцира черепахи виявлені у відладеннях формації Кусейр в оазі Харга на півдні Західної пустелі у Єгипті. Панцир майже повний, але частково зламаний. Пошкоджені та подрібнені частини утворилися внаслідок тиску відкладень, що лежать вище. За оцінками, панцир мав довжину приблизно 580 мм і ширину 430 мм.

## Етимологія
Родова назва Khargachelys вказує на оазу Харга, де було зібрано типовий зразок; а chelys з грецької означає «черепаха». Видова назва caironensis вшановує Каїр, як столицю Єгипту, і вказує Каїрський університет, де працюють автори таксона.